# Brandenburg–ansbachi őrgrófok listája
Az alábbi lista a Brandenburg–ansbachi Őrgrófság uralkodóit tartalmazza.
| Uralkodó                                            | Uralkodott                           | Megjegyzés |
| --------------------------------------------------- | ------------------------------------ | --- |
| Hohenzollern-ház                                    |                                      | |
| I. Frigyes (*1371. szeptember 21.)                  | őrgr.: 1398 – †1440. szeptember 20.  | A Nürnbergi Várgrófság másik örököse a bayreuthi III. János mellett. Brandenburgi választófejedelem 1415–1440. |
| Albert (Achilles) (*1414. november 9.)              | őrgr.: 1440 – †1486. március 11.     | Brandenburgi választófejedelem 1470–1486.                                                                      |
| II. Frigyes (*1460. május 8.)                       | őrgr.: 1486 – †1536. április 4.      | Bayreuthi őrgróf 1495–1515.                                                                                    |
| (Jámbor) György (*1484. március 4.)                 | őrgr.: 1536 – †1543. december 27.    | |
| I. György Frigyes (*1539. április 5.)               | őrgr.: 1543 – †1603. április 25.     | Bayreuthi őrgróf 1553–1603.                                                                                    |
| Joachim Ernő (*1583. június 22.)                    | őrgr.: 1603 – †1625. március 7.      | |
| III. Frigyes (*1616. május 1.)                      | őrgr.: 1625 – †1634. szeptember 6.   | |
| II. Albert (*1620. szeptember 18.)                  | őrgr.: 1634 – †1667. október 22.     | |
| János Frigyes (*1654. október 18.)                  | őrgr.: 1667 – †1686. március 22.     | |
| Keresztély Albert (*1675. szeptember 18.)           | őrgr.: 1686 – †1692. október 16.     | |
| II. György Frigyes (*1678. május 3.)                | őrgr.: 1692 – †1703. március 29.     | |
| Vilmos Frigyes (*1686. január 8.)                   | őrgr.: 1703 – †1723. január 7.       | |
| Károly Vilmos Frigyes (*1712. május 12.)            | őrgr.: 1723 – †1757. augusztus 3.    | |
| Károly Sándor (*1736. február 24.)                  | őrgr.: 1757 – 1791, †1806. január 5. | Bayreuthi őrgróf 1769–1791.                                                                                    |
| 1791-ben a hercegség a Porosz Királyság része lett. |                                      | |

## Fordítás
- Ez a szócikk részben vagy egészben  a   Principality of Ansbach című angol Wikipédia-szócikk fordításán alapul.  Az eredeti cikk szerkesztőit annak laptörténete sorolja fel. Ez a jelzés csupán a megfogalmazás eredetét és a szerzői jogokat jelzi, nem szolgál a cikkben szereplő információk forrásmegjelöléseként.

## Lásd még
- Poroszország és Brandenburg uralkodóinak listája
- Bayreuthi őrgrófok listája